# Camps-Saint-Mathurin-Léobazel
Camps-Saint-Mathurin-Léobazel is een gemeente in het Franse departement Corrèze (regio Nouvelle-Aquitaine) en telt 243 inwoners (2005). De plaats maakt deel uit van het arrondissement Tulle.

## Geografie
De oppervlakte van Camps-Saint-Mathurin-Léobazel bedraagt 32,6 km², de bevolkingsdichtheid is 7,5 inwoners per km².
De onderstaande kaart toont de ligging van Camps-Saint-Mathurin-Léobazel met de belangrijkste infrastructuur en aangrenzende gemeenten.

## Demografie
Onderstaande figuur toont het verloop van het inwonertal (bron: INSEE-tellingen).